# Ahmed Ben Bella
Ahmed Ben Bella (àrab: أحمد بن بلّة, Aḥmad ibn Balla) (Maghniyah, Província d'Orà, Algèria, 1916 - Alger, 11 d'abril del 2012) va ser un polític algerià. De jove s'enrolà en l'exèrcit francès, i durant la Segona Guerra Mundial participà en la campanya d'Itàlia (1943). Tornà a Algèria el 1945, i milità en organitzacions nacionalistes. Acusat de participar en l'atac a la delegació de correus d'Orà (1949), fou detingut el 1950 i condemnat a vuit anys de presó.
El 1952, aconseguí d'evadir-se i arribà al Caire, on organitzà l'aparell exterior del Front de Libération National (FLN), creat el 1954.
Ben Bella és un dels nou caps històrics que s'organitzen al si del Comitè Revolucionari d'Unió i Acció (CRUA) l'aixecament algerià de l'1 de novembre de 1954 contra la presència colonial francesa. És també un dels fundadors de l'FLN, el Front d'Alliberament Nacional, de què aviat apareix com el seu màxim cap. Responsable de l'aprovisionament en armes de l'exèrcit que han creat, l'ALN (Armée de Libération nationale), realitza nombrosos viatges entre el Marroc, Egipte, Espanya i Itàlia, i escapa de diversos atemptats dirigits pels serveis secrets francesos, sent considerat un dels dirigents de la Revolució algeriana.
El 22 d'octubre de 1956, l'exèrcit francès desvia i captura l'avió civil marroquí a bord del qual viatja, rumb a Tunísia, i és detingut de nou amb els seus companys Mohamed Khider, Mostefa Lacheraf, Mohammed Boudiaf i Hocine Aït Ahmed. Tots van ser empresonats a França durant 6 anys, fins a 1962. Ben Bella va ser confinat a la presó de la Santé (París), després al penal de l'illa d'Aix i per acabar a la presó del castell de Turquant. Durant la seva captivitat el seu prestigi va anar augmentant, mentre que el de les autoritats franceses es veia seriosament minvat, en particular a causa d'accions fracassades com la intervenció franco-britànica al canal de Suez. El 1958 Ben bella va ser nomenat vicepresident del primer Govern Provisional de la República Algeriana (GPRA). Va ser alliberat com a part de les condicions dels Acords d'Evian, que van atorgar la independència a Algèria el 19 de març de 1962.
Després de la independència d'Algèria, l'1 de juliol de 1962, va esclatar una crisi de direcció en el FLN, que al cap d'uns dies va acabar amb la creació d'un govern de coalició de facto, en què Ferhat Abbas, de l'ala moderada i Ahmed Ben Bella, representant de la revolució popular. Finalment, s'imposà Ben Bella, que el 10 de setembre va entrar triomfalment a Alger mentre l'ALN prenia el control de tot el país. Aquella victòria va conduir a la promulgació dels decrets de març de 1963 i a la destitució successiva de govern de Mohammed Khider, Ferhat Abbas i altres dirigents moderats, encara que quedaren alguns elements d'aquests en el govern.
Després de l'esmentat període d'enfrontaments, el 29 de setembre, Ben Bella era investit com a president de govern per l'Assemblea Nacional després de derrotar en les eleccions al seu rival a poder, Yusuf Ben Gidda. Sent també nomenat, aquest mateix any, cap del partit únic, el FLN. Un any més tard (1963), era elegit president de la República amb gairebé sis milions de vots. Dos dies abans, el 8 de setembre de 1963, s'havia aprovat en referèndum la Constitució que instaurava un règim de partit únic. El president Ben Bella va rebre el suport majoritari d'un poble disposat, en les seves paraules, a "combatre uns anys més per edificar un país modern i desenvolupat".
El Programa de Ben Bella es basava en la reforma agrària i la nacionalització dels diferents sectors de l'economia. No obstant això, el règim algerià va rebutjar oficialment el marxisme i el model comunista, optant per un model econòmic nominalment basat en l'autogestió. Instaurà un règim de partit únic i prioritzà la reforma agrària. Rebé el suport internacional dels nous països africans i nascuts de la descolonització, els països del Moviment de Països No-alineats i països com l'URSS i Cuba.
El seu govern, tanmateix, fou de curta durada, i va ser enderrocat pel coronel Houari Boumédiène també del FLN el 19 de juny del 1965, en un cop incruent que comptà amb el suport dels seus antics companys Ahmed Medeghri, Abdelaziz Bouteflika, Tahar Zbiri, Ahmed Draïa, Kald Ahmed i Salah Yahiaui.
De fet, Ben Bella, malgrat el suport popular i la formació del govern, no arribà a controlar mai el poder, sinó que aquest estigué des del primer moment controlat per l'Exèrcit, l'antic ALN, l'home fort del qual era Boumédiène.
Fou sotmès a arrest domiciliari, suavitzat el 1979, el 1981 anà a França, on el 1984 fundà el Moviment per la Democràcia a Algèria (MDA).
Retornà a Algèria en legalitzar-se els partits polítics el 1990, però des d'aleshores la seva actuació va ser poc destacada en la política algeriana, si bé ostentà diversos càrrecs de tipus honorífic internacionals.